# Nobody Walks
Pour plus de détails, voir Fiche technique et Distribution.
Nobody Walks est un film américain réalisé par Ry Russo-Young, sorti en 2012.

## Fiche technique
- Titre : Nobody Walks
- Réalisation : Ry Russo-Young
- Scénario : Lena Dunham et Ry Russo-Young
- Musique : Will Bates et Fall On Your Sword
- Photographie : Christopher Blauvelt (en)
- Montage : John W. Walter
- Production : Sarah Obermeier Kraatz, Jonathan Schwartz, Andrea Sperling et Alicia Van Couvering
- Société de production : Super Crispy Entertainment
- Société de distribution : Magnolia Pictures (États-Unis)
- Pays :  États-Unis
- Genre : Drame
- Durée : 83 minutes
- Dates de sortie : 
  -  États-Unis : 6 septembre 2012 (Internet)

## Distribution
- John Krasinski : Peter
- Olivia Thirlby : Martine
- Rosemarie DeWitt : Julie
- India Ennenga : Kolt
- Dylan McDermott : Leroy
- Justin Kirk : Billy
- Rhys Wakefield : David
- Emanuele Secci : Marcello
- Sam Lerner : Avi
- Mason Welch : Dusty

## Accueil
Le film a reçu un accueil moyen de la critique. Il obtient un score moyen de 51 % sur Metacritic.